# Jean Baridon
Jean Baridon, né le 7 avril 1911 à Freissinières (Hautes-Alpes) et mort le 31 janvier 1993 à Lyon (Rhône), est un homme politique français.

## Biographie
Jean-Samuel Baridon est né au hameau du Plan, à Freissinières, benjamin d'une fratrie de 4 enfants dans une vieille famille freissinièroise qui comme toutes dans cette vallée au climat difficile, vivait chichement de l'agriculture. Remarqué par son instituteur il obtient une bourse qui l'envoie au lycée de Gap comme pensionnaire, puis à celui de Digne où il obtient son bac. Il perd son père la même année et c'est grâce à son frère ainé qu'il peut poursuivre ses études de médecine, d'abord à Aix-en-Provence puis à Lyon qu'il ne quittera plus. 1934 voit à la fois le passage de sa thèse, son mariage avec Mlle Suzanne Rignol rencontrée aux U.C.J.G. et son installation comme médecin de quartier dans le 3e arrondissement de Lyon où il résidera jusqu'à son décès en 1993.
La "drôle de guerre" le renverra dans ses montagnes où il sera nommé comme médecin-auxiliaire au fort du Granon. Démobilisé il revient à Lyon où il ne tarde pas à créer un réseau de résistance (le réseau vert-abricot) en liaison avec les maquis de l'Ain.
Son aventure politique commence en 1954 au conseil municipal présidé par Édouard Herriot et se poursuivra jusqu'en 1981 où il se retirera pour raisons de santé.

## Détail des fonctions et des mandats
Mandats locaux
- 1964 - 1970 : Conseiller général du canton de Lyon-XIII
- 1970 - 1976 : Conseiller général du canton de Lyon-XIII
- 1976 - 1982 : Conseiller général du canton de Lyon-XIII

Mandats parlementaires
- 8 mai 1967 - 30 mai 1968 : Député de la 4e circonscription du Rhône (suppléant de Louis Joxe, devenu ministre).
- 4 novembre 1977 - 2 avril 1978 : Député de la 4e circonscription du Rhône (suppléant de Louis Joxe, devenu membre du conseil constitutonnel).
- 4 mai 1978 - 22 mai 1981 : Député de la 4e circonscription du Rhône (suppléant de Raymond Barre, devenu premier ministre).